# テレパシー少女「蘭」事件ノート
『テレパシー少女「蘭」事件ノート』（テレパシーしょうじょ らん じけんノート）は、あさのあつこによる日本の児童文学作品。イラストは塚越文雄が担当。1999年より始まり、青い鳥文庫（講談社）から刊行されている。
2008年6月から12月まで『テレパシー少女 蘭』の題名で、NHK教育テレビにてテレビアニメが放送された。

## ストーリー
至って普通の中学生・磯崎蘭は超能力を持っているが本人にその自覚は無かった。しかし、転校生・名波翠にテレパシーで話しかけられたことで自分が超能力者だと気づく。それ以来、彼女の周りで奇妙な事件が起こり始める。
蘭は翠や幼馴染の綾瀬留衣と共に調査に乗り出す。

## 登場人物
※声優名はドラマCD版 / テレビアニメ版の順。なお、「未登場」はドラマCD版には登場しなかったことを示し、声優1名だけの表記の場合はドラマCD版とテレビアニメ版と共通であることを示す。
磯崎 蘭（いそざき らん）
声 - 明坂聡美 / 加藤英美里
主人公。留衣のことが好きで、両思い。明るく元気な中学生。兄の影響で柔道が得意。得意科目は体育と音楽で数学は苦手。趣味は盆栽。
特別頭脳明晰というわけではないが勘が鋭く、時には翠や留衣も思いつかないような妙案を思いつくことがある。人を信じ、思いやれる優しさとあたたかさを持つ。翠とは最初の出会いから険悪であったものの、後に仲良くなる。超能力に気づいたのはごく最近で、使い方は未熟。
名波 翠（なは みどり）
声 - 植田佳奈
凛には標準語で猫を被っているが、ふだんは関西弁。頭がよく事象に関して冷静かつ鋭い観察と分析を行うことができる。成績もよく体育と音楽以外オール5。
非常に計算高く問題解決のためなら超能力を使うことも厭わないが、人を操って自分の思い通りにするなど卑劣なことは絶対にしないという彼女なりのプライドを持っている。
とても美人だが男性の趣味は少々変わっており、肉体派な男性タイプ。蘭の兄である凛に一目惚れし、以後も想い続けている。性格はがめつくひねくれているが繊細でもあり時には優しい。
超能力のことで両親に疎まれた過去を持ち「人間モドキ」「化け物」といった言葉に敏感。それ故、人付き合いはあまり良いとは言えず、友達にも恵まれなかったが、蘭との出会いで少しずつ変わっていく。元通りとはいかないものの、両親との関係も修復しつつある。蘭と共に大食いで、好物はたこ焼きとするめ。音痴であり、妙に小節をつけて歌う。ややステレオタイプな関西人像で描かれている。
綾瀬 留衣（あやせ るい）
声 - 福山潤 / 下和田裕貴
頭がよく無口な、蘭の彼氏的存在。本人も気づかない不思議な力を持つ。性格は生真面目かつ優しく奥手な性格。成績は学年トップで、美術部に所属している。
蘭や凛など一部の人間を除いて人と話すことが苦手。話すときも言葉を選び選び話すため会話のペースは非常にゆっくりで他人からいらつかれることも。が、感情が昂ぶったときや間違っていると思った時には平素話す上で苦手としている相手にも毅然とした意見を言うこともある。
小学2年生の頃に母を亡くし、現在教師である父と2人暮し。蘭のことをとても大事に想っている幼馴染である。
大原 桃子（おおはら ももこ）
声 - 氷青 / 折笠富美子
蘭たちの中学入学時のクラス担任。表向きは美人で優しい大人の女性なのだが、正体は超能力者で、蔦野に数々の事件をひきおこした張本人。蘭や翠に匹敵する超能力を持ち、特に洗脳する力に長けている。
信じていた恋人に超能力の事で化け物扱いを受けて以来、人を信用できなくなり、力を悪用するようになってしまった。「他人は利用するもの」と考え、蘭たちに真相を暴かれ蔦野を去った後も疾風村で暗躍していた。

### 磯崎家
磯崎 蘭（いそざき らん）
上記を参照。
磯崎 凛（いそざき りん）
声 - 松本吉朗 / 関智一
蘭の兄。高校生。好奇心旺盛で蘭に超能力の事を打ち明けられており、事件に巻き込まれたがっては果たせずにふてくされる、というのが定番（しかしシリーズ第五作以降ではその願いは叶っている）。事件のこととなると鋭い観察眼や頭の回転の速さを見せるが、勉強面では試験で毎回赤点を取るという散々なもの（外接円の問題を中学生の留衣に教わっていたこともある）。
性格は豪快、悪く言えばずぼら。憎まれ口を叩きあってはいるが妹の蘭とは仲がよく蘭にとって「いい兄貴」。筋肉質な体格で、女の子の好みもラフな女性。将来は動物関係の仕事に就きたいらしい。また、磯崎家の食卓を任せられるほどの料理上手。
磯崎 玲奈（いそざき れいな）
声 - 未登場 / 岡村明美
蘭の母。家事能力ゼロの主婦兼ホラー小説家。最近はコメディに目覚める。口癖は「キター！」。
磯崎 論平（いそざき ろんぺい）
声 - 御園行洋 / 堀内賢雄
蘭の父。漬物会社に勤務する漬物の研究者。漬物会社に勤めて20年。
キショウ、テンケツ
声 - 倉田まりや（キショウ）、上田純子（テンケツ）
磯崎家で飼っている2匹の猫。白猫がキショウで黒猫がテンケツである。2匹の名を合わせると起承転結という言葉になる。

## 用語
能力者
念力、洗脳、テレパシーなどの超能力を持つ人々のこと。力を持っている人は少ないそうだが、蘭たちは頻繁に遭遇する。
また、テレパシーは翠の場合発信すれば誰にでも届くが、同じ力がある人以外返事が返ってくる事は無いらしい。
テレビアニメでは、テレパシーを送る力は誰にでもあるそうだが、翠曰く受け取る力を持つ人は少なく、両方の力を持っている人しか「心の声（テレパシー）」を「聞く」ことも「話す」こともできないそうである。原作では相手が考えることが伝わるのとテレパシーは別と表現されている。また、アニメでは超能力を使う時オーラのようなものを発しており、普段は青色、攻撃的になると赤色に変化している。

蔦野（つたの）
今作の舞台となる山と海に囲まれた地方の都市。モデルは神奈川県鎌倉市。
疾風村（はやてむら）
蘭の父、論平の知り合いが村長を務める村。昔、人を操った人がいたそうである（蘭は最初、その人は自分たちと同じ超能力者ではないかと思っていた）。
この村にしか群生していない「幻の花」と呼ばれるエマヒクサは、山奥に流れる川に咲いている。

## 既刊
1. ねらわれた街 テレパシー少女「蘭」事件ノート (1999年3月15日) ISBN 4-06-148501-6
2. 闇からのささやき テレパシー少女「蘭」事件ノート2 (2000年6月15日) ISBN 4-06-148535-0
3. 私の中に何かがいる テレパシー少女「蘭」事件ノート3 (2001年6月15日) ISBN 4-06-148562-8
4. 時を超えるSOS テレパシー少女「蘭」事件ノート4 (2002年2月15日) ISBN 4-06-148576-8
5. 髑髏は知っていた テレパシー少女「蘭」事件ノート5 (2003年2月14日) ISBN 4-06-148607-1
6. 人面瘡は夜笑う テレパシー少女「蘭」事件ノート6 (2004年2月15日) ISBN 4-06-148641-1
7. ゴースト館の謎 テレパシー少女「蘭」事件ノート7 (2005年2月15日) ISBN 4-06-148676-4
8. さらわれた花嫁 テレパシー少女「蘭」事件ノート8 (2006年3月15日) ISBN 4-06-148719-1
9. 宇宙からの訪問者 テレパシー少女「蘭」事件ノート9 (2008年7月15日) ISBN 978-4-06-285036-0

※2008年にカバーイラストが一新され、背表紙にテレパシー少女「蘭」シリーズの表記が追加された。

## 漫画版
『テレパシー少女「蘭」』（テレパシーしょうじょ らん）のタイトルで、講談社『月刊少年シリウス』にて連載。作画はいーだ俊嗣。
第1部・全8巻
1. テレパシー少女「蘭」 1 ねらわれた街 前編 ISBN 4-06-373004-2
2. テレパシー少女「蘭」 2 ねらわれた街 後編 ISBN 4-06-373017-4
3. テレパシー少女「蘭」 3 闇からのささやき 前編 ISBN 4-06-373044-1
4. テレパシー少女「蘭」 4 闇からのささやき 後編 ISBN 978-4-06-373052-4
5. テレパシー少女「蘭」 5 私の中に何かがいる 前編 ISBN 978-4-06-373107-1
6. テレパシー少女「蘭」 6 私の中に何かがいる 後編 ISBN 978-4-06-373108-8
7. テレパシー少女「蘭」 7 ゴースト館の謎 ISBN 978-4-06-373133-0
8. テレパシー少女「蘭」 8 髑髏は知っていた ISBN 978-4-06-373169-9

## テレビアニメ
『テレパシー少女 蘭』（テレパシーしょうじょ らん）の題名で、2008年6月から12月までNHK教育テレビにて放送。全26話。
2010年9月27日から2011年3月7日まで毎週月曜19時25分に全23話が再放送されたが、東日本大震災の発生により次週の24話の再放送を休止。
24話と26話の中に、地震や津波を想起させるシーンがあり、NHKでは24話から26話の再放送を見合わせることとなった。

### スタッフ
- 監督 - 大宙征基[1]
- シリーズ構成 - 中村誠[1]
- キャラクター原案 - 田澤潮[1]
- キャラクターデザイン - 八崎健二
- 美術監督 - 安原稔
- 撮影監督 - 佐々木明美[1]
- 音響監督 - 高桑一
- 音楽 - 池頼広[1]
- アニメーションプロデューサー - 宮本秀晃
- 制作統括 - 冨永慎一→柏木敦子、斉藤健治
- アニメーション制作 - トムス・エンタテインメント[1]
- 制作 - NHKエンタープライズ
- 制作・著作 - NHK

### 主題歌
オープニングテーマ「青いかけら」
作詞・作曲・歌 - Chara（A&Mレコード）
エンディングテーマ「ポラリスの涙」
作詞・作曲 - 藤井敬之 / 編曲 - 中村太知&音速ライン / 歌 - 音速ライン

### 各話リスト
サブタイトルの副題のある話数（9話を除く）は原作準拠（それぞれ原作タイトルに対応している）であるが、原作の出版順ではない。ない話数はアニメオリジナルの回。9話は、｢青い鳥文庫創刊25周年記念企画　面白い話が読みたい｣に収録されている。なお、24話から26話は再放送されず、本放送の一度だけであった。
| 話数   | サブタイトル                            | 脚本            | 絵コンテ   | 演出       | 総作画監督     | 作画監督            | 放送日         |
| ------ | --------------------------------------- | --------------- | ---------- | ---------- | -------------- | ------------------- | -------------- |
| 第1話  | 蘭、テレパシー! 〜ねらわれた街〜        | 小山知子 島田満 | 大宙征基   | 殿勝秀樹   | -              | 八崎健二            | 2008年 6月21日 |
| 第2話  | 蘭、走る! 〜ねらわれた街〜              | 小山知子 島田満 | 四分一節子 | 棚橋一徳   | しまだひであき | 鈴木伸一            | 6月28日        |
| 第3話  | 蘭、跳ぶ! 〜ねらわれた街〜              | 小山知子 島田満 | 大宙征基   | 鈴木孝聡   | 八崎健二       | 薄谷栄之            | 7月5日         |
| 第4話  | 蘭を呼ぶ花 〜闇からのささやき〜         | 小山知子 島田満 | 四分一節子 | 清水明     | しまだひであき | 小林ゆかり          | 7月12日        |
| 第5話  | 蘭が呼ぶ風 〜闇からのささやき〜         | 小山知子 島田満 | 大宙征基   | 熨斗谷充孝 | しまだひであき | 砂川正和            | 7月19日        |
| 第6話  | 蘭、幽霊温泉に行く 〜ゴースト館の謎〜   | 小山知子        | 四分一節子 | 殿勝秀樹   | 八崎健二       | 依田正、彦          | 7月26日        |
| 第7話  | 蘭と湯けむり幽霊事件 〜ゴースト館の謎〜 | 小山知子        | 大宙征基   | 鈴木孝聡   | 八崎健二       | 薄谷栄之            | 8月2日         |
| 第8話  | 蘭のなかよし大作戦                      | 小山知子        | 四分一節子 | 山名隆史   | しまだひであき | 鈴木伸一            | 8月16日        |
| 第9話  | 蘭、神様をひろう 〜蘭と桜と春爛漫〜     | 小山知子        | 殿勝秀樹   | 殿勝秀樹   | 八崎健二       | 坂巻貞彦            | 8月23日        |
| 第10話 | 蘭と翠と夏休み                          | 中村誠          | 大宙征基   | 鈴木孝聡   | しまだひであき | 薄谷栄之 依田正、彦 | 8月30日        |
| 第11話 | 蘭と失われた村 〜髑髏は知っていた〜     | 小山知子        | 四分一節子 | 清水明     | 八崎健二       | 小林ゆかり          | 9月6日         |
| 第12話 | 蘭と三つ目の涙 〜髑髏は知っていた〜     | 小山知子        | 大宙征基   | 熨斗谷充孝 | 八崎健二       | 砂川正和            | 9月13日        |
| 第13話 | 蘭と謎の案内人 〜人面瘡は夜笑う〜       | 小山知子        | 四分一節子 | 殿勝秀樹   | しまだひであき | 坂巻貞彦 服部一郎   | 9月20日        |
| 第14話 | 蘭と赤い手鞠 〜人面瘡は夜笑う〜         | 中村誠          | 大宙征基   | 鈴木孝聡   | しまだひであき | 薄谷栄之            | 9月27日        |
| 第15話 | 留衣、闇に消える 〜時を超えるSOS〜      | 中村誠          | 四分一節子 | 清水明     | 八崎健二       | 鈴木伸一 依田正、彦 | 10月4日        |
| 第16話 | 留衣、江戸時代 〜時を超えるSOS〜        | 中村誠          | 大宙征基   | 熨斗谷充孝 | 八崎健二       | 砂川正和 桝井一平   | 10月11日       |
| 第17話 | 蘭、バカンス! 〜さらわれた花嫁〜        | 小山知子        | 四分一節子 | 殿勝秀樹   | しまだひであき | 坂巻貞彦            | 10月18日       |
| 第18話 | 蘭と聖地と誘い花 〜さらわれた花嫁〜     | 小山知子        | 殿勝秀樹   | 鈴木孝聡   | しまだひであき | 薄谷栄之            | 10月25日       |
| 第19話 | 蘭、カフェ･ド･オバケ屋敷                | 小山知子        | 大宙征基   | 松浦錠平   | 八崎健二       | 三浦厚也 服部一郎   | 11月1日        |
| 第20話 | 凛、超能力に挑戦!                       | 小山知子        | 四分一節子 | 清水明     | 八崎健二       | 鈴木伸一 依田正、彦 | 11月8日        |
| 第21話 | 翠とおばあさんの夢                      | 中村誠          | 四分一節子 | 浅見松雄   | しまだひであき | 依田正、彦 山崎輝彦 | 11月15日       |
| 第22話 | 蘭と白い少女                            | 島田満 小山知子 | 大宙征基   | 三家本泰美 | しまだひであき | 桝井一平 依田正、彦 | 11月22日       |
| 第23話 | 蘭、埴輪の声を聞く                      | 小山知子        | 本多康之   | 鈴木孝聡   | 八崎健二       | 薄谷栄之            | 11月29日       |
| 第24話 | 蘭と目覚めた獣 〜私の中に何かがいる〜   | 中村誠          | 四分一節子 | 熨斗谷充孝 | しまだひであき | 砂川正和 依田正、彦 | 12月6日        |
| 第25話 | 蘭と枯れた大地 〜私の中に何かがいる〜   | 中村誠          | 大宙征基   | 三家本泰美 | しまだひであき | 桝井一平 依田正、彦 | 12月13日       |
| 第26話 | 蘭と翠 〜私の中に何かがいる〜           | 中村誠          | 大宙征基   | 鈴木孝聡   | -              | 八崎健二            | 12月20日       |

## ドラマCD
ジャケットイラストはいーだ俊嗣。
1. テレパシー少女 蘭 ドラマCD ねらわれた街 前編 2007年2月7日発売
2. テレパシー少女 蘭 ドラマCD ねらわれた街 後編 2007年3月28日発売